# ヴィクトリア女王 最期の秘密
『ヴィクトリア女王 最期の秘密』（ヴィクトリアじょおう さいごのひみつ、原題：Victoria & Abdul）は、2017年に公開されたイギリス・アメリカ合衆国の合作映画。
シャラバニ・バスの『Victoria & Abdul』を原作としており、ヴィクトリア女王と彼女の従僕アブドゥル・カリムの交流を描いている。スティーヴン・フリアーズが監督を務め、ジュディ・デンチ、アリ・ファザル、マイケル・ガンボン、エディー・イザード、ティム・ピゴット＝スミス、アディール・アクタルが出演している。第74回ヴェネツィア国際映画祭で上映された後、2017年9月15日にイギリスで公開された。

## あらすじ
1887年、インド女帝でもある英国のヴィクトリア女王は在位50周年を迎えていた。些細な理由から、英領インドから女王への献上品である記念硬貨を捧げ持つ要員にアブドゥル・カリムとモハメドが選ばれ、二人は英国へ向かう。宮殿での儀礼を終えようとした時、女王と目を合わすことも禁じられていたにも拘らず、アブドゥルは女王の足に口づけ、強い印象を残した。
女王は、39年前に治世最初の首相だったメルバーン子爵を、26年前に最愛の夫アルバート王配を、3年前に寵臣ジョン・ブラウンを、と信愛を寄せた男性たちを次々に喪い、さらに現在では長男のバーティ王太子はじめ子供たちとの関係も悪化し、宮廷の因習と孤独の中にいた。そこで女王は、この『インド人』を自分の話し相手として呼び寄せ、息子のように可愛がり、また『ムンシ』（師、を意味する）と呼び慕う。アブドゥルは名目上の女帝でありながらインドを訪問したことのない女王に、クルアーンや『最も高貴な言語』であるウルドゥー語の手ほどきをする。女王は、未知の文化や、慣習にとらわれないアブドゥルに強く惹かれ、旅行に同伴させる等、厚遇する。その結果、二人は周囲の反発を買うようになっていく。
やがてアブドゥルに妻がいたことを知ると、女王は激怒するが、オズボーン・ハウスの別邸にアブドゥルの妻や母を呼び寄せさせる。さらに、オズボーン・ハウス内にインドのダルバールを模した豪華な部屋を作らせ、アブドゥルにインド風の寸劇をさせて、側近たちに披露する。この様子を目の当たりにしてソールズベリー首相はアブドゥルの排除を決心する。
首相の秘書の諫言により、女王はインド大反乱をめぐって、アブドゥルがイスラム教徒寄りの情勢認識を持っていることに気が付く。女王は激高し、アブドゥルを英国本土から追放しようとする。しかしアブドゥルの真心への感謝から、翻意して彼を引き留める。
一方、バーティ王太子も、母である女王にアブドゥルの経歴を知らせ、彼の『卑しい』出自を理由に排除しようとする。女王は逆に、アブドゥルを叙爵すると言い出してしまう。これには末端の使用人からバーティ王太子まで全員が反発を示す。その様子を見た女王は、孤独を感じるとともに、妥協してロイヤル・ヴィクトリア勲章の授与に留めた。
1901年1月、女王は臨終の床にあった。バーティ王太子ら家族が集まり、特に政治的に対立していた孫のドイツ皇帝ヴィルヘルム2世まで駆けつけていた。女王は最期に『ムンシ』に会うことを望み、二人は言葉を交わす。 1月22日、女王は崩御し、バーティ王太子が『エドワード7世』として即位した。そして新国王は、アブドゥルと女王の親交の証拠となる品々を奪い、破壊させる。
失意のうちにアブドゥルは帰国し、1909年に死去する。1947年にインドは英国から独立し、21世紀に入ってからアブドゥルと女王の記録が発見された。インドのタージ・マハルの近くには、かつての治世の証にヴィクトリア女王の像がそびえ立つのだった。

## 配役
※括弧内は日本語吹替
- ヴィクトリア女王 - ジュディ・デンチ（谷育子）
- アブドゥル・カリム（英語版） - アリ・ファザル（遠藤大智）
- ヘンリー・ポンソンビー（英語版） - ティム・ピゴット＝スミス（をはり万造）
- ウェールズ公エドワード（バーティー） - エディー・イザード（宝亀克寿）
- モハメド - アディール・アクタル（英語版）（後藤光祐）
- ソールズベリー首相 - マイケル・ガンボン（塾一久）
- ジェームズ・ライド（英語版） - ポール・ヒギンズ（英語版）
- ジェーン・スペンサー（英語版） - オリヴィア・ウィリアムズ
- ハリエット・フィップス（英語版） - フェネラ・ウーネガー（英語版）
- アリック・ヨーク - ジュリアン・ワダム（英語版）
- アーサー・ビッグ（英語版） - ロビン・ソーンズ（英語版）
- ジャコモ・プッチーニ - サイモン・キャロウ

## 製作
2016年6月17日、ジュディ・デンチがシャラバニ・バス原作の『Victoria & Abdul』でヴィクトリア女王を演じることが発表され、同時にスティーヴン・フリアーズが監督を務めることも発表された。デンチがヴィクトリア女王を演じるのは1997年公開の『Queen Victoria 至上の恋』以来2度目となる。8月5日にはアリ・ファザルがヴィクトリア女王の従僕アブドゥル・カリムを演じること、ワーキング・タイトル・フィルムズとBBCフィルムズが共同製作、BBCとフォーカス・フィーチャーズが共同出資することが発表された。アメリカの配給はフォーカス・フィーチャーズが担当し、それ以外の地域ではユニバーサル・ピクチャーズ・インターナショナルが担当する。脚本はリー・ホールが担当し、プロデューサーはビーバン・キドロン、トレイシー・シーウォード、ティム・ビーヴァン、エリック・フェルナーが務め、主要キャストとしてマイケル・ガンボン、エディー・イザード、ティム・ピゴット＝スミス、アディール・アクタルが出演している。
2016年9月15日からワイト島のオズボーン・ハウスで主要撮影が開始された。オズボーン・ハウスでは2017年7月24日から9月30日まで映画で使用された衣装が展示された。同島の観光協会は本作と『女王ヴィクトリア 愛に生きる』でヴィクトリア女王への関心が高まったことを受け、ヴィクトリア女王所縁の場所を巡るための道「ヴィクトリア・アイランド・トレイル」を作った。撮影はワイト島の他にケントのチャタム・ヒストリック・ドックヤードでも行われた。

## 評価

### 批評
Rotten Tomatoesでは175件のレビューが寄せられ支持率66%、平均評価6.2/10となっており、Metacriticでは34件のレビューに基づき58/100のスコアを与えている。
「Women's Voices for Change」のアレクサンドラ・マクアロンは8/10の評価を与え、「ジュディ・デンチのオスカーに値する2度目のヴィクトリア女王役は、色あせた権力と人の関わりの哀れな肖像です」と批評している。「アトランティックのクリストファー・オールは「『ヴィクトリア女王 最期の秘密』のデンチの威厳のある演技とフリアーズの軽いが確かなタッチは観る価値がある。これを実際の歴史と間違えないようにして下さい」と批評した。
「インデペンデント」のアムロウ・アル＝カーディーは『ヴィクトリア女王 最期の秘密』は植民地支配の蛮行を免責しようとしている」と批評し、ヴィクトリア女王の足にキスをして「大英帝国の栄光の人」と称えるアブドゥル・カリムの「醜い二次元性」をホワイトウォッシングと批判した。
「デイリー・エクスプレス」のアンディ・リーは2/5の星を与え、アブドゥルのキャラクターを批判したものの、デンチの演技については「予想通りの素晴らしさ」と絶賛した。「ニューヨーク・オブサーヴァー」のレックス・リードは4/4の星を与え、「ジュディ・デンチは雄大で華々しい演技を提供します」と述べ、脚本についても絶賛している。

### 受賞・ノミネート
| 映画賞                                  | 部門                                                      | 対象                                    | 結果       |
| --------------------------------------- | --------------------------------------------------------- | --------------------------------------- | ---------- |
| 第26回ハートランド映画祭                | Truly Moving Picture Award                                | スティーヴン・フリアーズ                | 受賞       |
| 第21回ハリウッド映画賞                  | 作曲賞                                                    | トーマス・ニューマン                    | 受賞       |
| 第14回北テキサス批評家協会賞            | 主演女優賞                                                | ジュディ・デンチ                        | ノミネート |
| 第7回オーストラリア映画芸術アカデミー賞 | 主演女優賞                                                | ジュディ・デンチ                        | ノミネート |
| 第75回ゴールデングローブ賞              | 主演女優賞                                                | ジュディ・デンチ                        | ノミネート |
| 第24回全米映画俳優組合賞                | 主演女優賞                                                | ジュディ・デンチ                        | ノミネート |
| 第38回ロンドン映画批評家協会賞          | ブリティッシュ/アイリッシュ・アクトレス・オブ・ザ・イヤー | ジュディ・デンチ                        | ノミネート |
| 第17回AARP大人のための映画賞            | 主演女優賞                                                | ジュディ・デンチ                        | ノミネート |
| 第22回サテライト賞                      | 主演女優賞                                                | ジュディ・デンチ                        | ノミネート |
| 第22回サテライト賞                      | 脚色賞                                                    | リー・ホール                            | ノミネート |
| 第22回サテライト賞                      | 衣装デザイン賞                                            | コンソラータ・ボイル                    | ノミネート |
| 第15回アイリッシュ映画テレビ賞          | 衣装デザイン賞                                            | コンソラータ・ボイル                    | 受賞       |
| 第71回英国アカデミー賞                  | メイクアップ&ヘア賞                                       | ダニエル・フィリップス ルー・シェパード | ノミネート |
| 第90回アカデミー賞                      | メイクアップ&ヘアスタイリング賞                           | ダニエル・フィリップス ルー・シェパード | ノミネート |
| 第90回アカデミー賞                      | 衣装デザイン賞                                            | コンソラータ・ボイル                    | ノミネート |